# Liste der Bodendenkmale in Calbe (Saale)
In der Liste der Bodendenkmale in Calbe (Saale) sind alle Bodendenkmale der Stadt Calbe (Saale) und ihrer Ortsteile aufgelistet. Grundlage ist die Veröffentlichung der Landesdenkmalliste mit Stand vom 25. Februar 2016.  Die Baudenkmale sind in der Liste der Kulturdenkmale in Calbe (Saale) aufgeführt.
| Denkmal-ID | Fundart             | Ortsteil | Bezeichnung                                                | Zeitstellung       | Lage                                                                                       | Bemerkungen | Bild |
| ---------- | ------------------- | -------- | ---------------------------------------------------------- | ------------------ | ------------------------------------------------------------------------------------------ | --- | ---- |
| 428310217  | Grabmal > Grabhügel | Calbe    | Grabhügel                                                  | undatiert          | im Park zum Gutshof Bartelshof (Damaschkeplan), auf dem Steilufer der Saale, nördl. (Lage) | Großer Grabhügel, Durchmesser 20 m, Höhe 2–3 m. Evtl auch Burghügel. |      |
| 428310216  | Grabmal > Grabhügel | Calbe    | Grabhügel                                                  | undatiert          | südwestl. des Ortes, (Blauer Stein) ()                                                     | Durchmesser 20–30 m, Höhe 4–5 m. |      |
| 428310218  | Befestigung         | Calbe    | überbaute Burg? – kein OBD                                 | undatiert          | Gutshof Bartelshof (Schloss) ()                                                            | Komplett überbaut, keine Strukturen erkennbar. |      |
| 428310264  | Befestigung         | Schwarz  | ehem. Klosteranlage                                        | Mittelalter        | nordwestl. des Ortes (Gottesgnaden) (Lage)                                                 | Wall (Deich?) ca. 2 m hoch, Graben ca. 6–8 m breit. Nur Hospitalkirche erhalten, im spätzen 12./frühen 13. Jh. erbaut, 1207 durch Albrecht I. von Käferburg geweiht. Schäden durch Hochwasser.       |      |
| 428310256  | Befestigung         | Calbe    | Befestigung (Adelshof), überbaut – kein OBD                | Mittelalter        | im Ort („Rittergut“/Herrensitz/Königshof) (Lage)                                           | Archäologische Grabung (Neubau eines Rossmann-Marktes). Herrenhaus („Rittergut“) abgerissen. Adelshof (Königshof) im 10. Jh. erstmals erwähnt.                                                       |      |
| 428310258  | Befestigung         | Calbe    | Befestigung: Schloss/Siedlung (ehem. Standort) – Kein OBD! | Mittelalter        | im Ort (Ortsrand) (Lage)                                                                   | Schloss 1363 von Erzbischof Dietrich erbaut, abgebrannt, Reste beseitigt. Standort etwa am heutigen Schulkomplex (Gymnasium).                                                                        |      |
| 428310259  | Befestigung         | Calbe    | Befestigung, Schanze – als OBD fraglich                    | undatiert          | östl. (Saaleinsel), zwischen Mühlgraben und Saale („Der Sandhof“) ()                       | In einem Busch. Durch starken Bewuchs Wall- und Grabenreste zum Teil sehr schwer erkennbar. Wohl zwei Wälle der Befestigung vorhanden.                                                               |      |
| 428310257  | besonderer Stein    | Calbe    | Roland – kein OBD, Kleindenkmal                            | undatiert          | östl. im Ort, Marktplatz, am Rathaus 1 (Lage)                                              | wohl Buntsandstein, Sockel aus bearbeiteten Bruchsteinen (wohl Kalksteine). |      |
| 428310260  | Befestigung         | Calbe    | Befestigung? – kein OBD                                    | Neuzeit (ab ~1500) | östl. zwischen Saale und Mühlengraben (alter Sportplatz mit umlaufendem Wall) ()           | Um gesamtes Areal ein Wall, ca. 1–1,50 m hoch. Evtl. neuzeitlich (Hochwasserschutz). |      |
| 428310254  | Befestigung > Burg  | Calbe    | Burganlage, überbaut                                       | undatiert          | dicht südl. der Altstadt, an einer Saale-Schlinge („Sudenburg“/„Borgh“/„Wall“) ()          | Früher ovale Bergkuppe mit Steilabfall zur Saale, Wallreste auf Westseite. Umgebenden Straßen markieren vermutlich noch die einstige Burganlage. Zum Teil deutlicher Anstieg. Fläche ca. 230 m groß. |      |
| 428310235  | besonderer Stein    | Calbe    | Steinkreuz – ehemaliger Standort                           | Mittelalter        | im Ort, Kirchhof der St. Lorenz-Kirche, Innenseite der westl. Umfassungsmauer (Lage)       | 1950 gefunden. Kreuz und die Info-Tafel später beschädigt. Kreuz lag 1973 noch am Weg, jetzt vielleicht in der Kirche.                                                                               |      |
| 428310234  | besonderer Stein    | Calbe    | Steinkreuz, seit 1. Oktober 1960 unter Schutz              | undatiert          | südl. im Ort, Nienburger Straße 89 (Lage)                                                  | 1950 gefunden. Noch an ursprünglicher Stelle, Erhaltungszustand gut, vorhandene Beschädigungen alt. Buntsandstein, Höhe: ca. 1,62 m (obertägig), Breite: ca. 1,05 m, Tiefe: ca. 0,18–0,19 m.         |      |
| 428310255  | besonderer Stein    | Calbe    | besonderer Stein (Grenzstein?)                             | undatiert          | im Ort, südlich der Altstadt, Parkplatz gegenüber Kleine Fischerei 12 (Lage)               | Grenzstein?, wohl umgelagert. Sichtbare Höhe: ca. 62 cm, Breite: ca. 26–30 cm, ganz oben: ca. 19 cm, Dicke: 12 cm (oben) bis 15 cm. Stein wird nach oben und unten schmaler.                         |      |
| 428310261  | Befestigung         | Calbe    | Befestigung: „Alte Schanze“ – Kein OBD!                    | undatiert          | östl. (Saaleinsel), zwischen Mühlengraben und Saale („Der Heger“) ()                       | Obertägig keine Spuren erhalten, durch Neubau der Sportanlagen zerstört. |      |
| 428310262  |                     | Calbe    | Burghügel? – kein OBD                                      | Neuzeit (ab ~1500) | nordöstl., „Eierberg“ auf dem „Schlossanger“/„An der Flachsrothe“ ()                       | Großer, ovaler Hügel, Höhe ca. 5–6 m (geschätzt). Im Umfeld leicht erhöhtes Gelände im Wiesenland (evtl. Siedlung?/Vorburg?). Hügel vermutlich erst in der Neuzeit aufgeschüttet.                    |      |